# Couto de Esteves
Pour les articles homonymes, voir Couto.
Couto de Esteves est une paroisse civile portugaise (en portugais : freguesia) de la municipalité de Sever do Vouga dans le district d'Aveiro.

## Géographie
La Vouga marque la limite sud du territoire de la paroisse. Le barrage de Ribeiradio (ou barrage de Couto de Esteves) y forme un lac sur la Vouga.

## Démographie
Lors du recensement de 2021, Couto de Esteves compte 712 habitants. C'est alors la paroisse la moins peuplée de la municipalité de Sever do Vouga.

## Patrimoine
- Pilori de Couto de Esteves